# Принцы в Тауэре

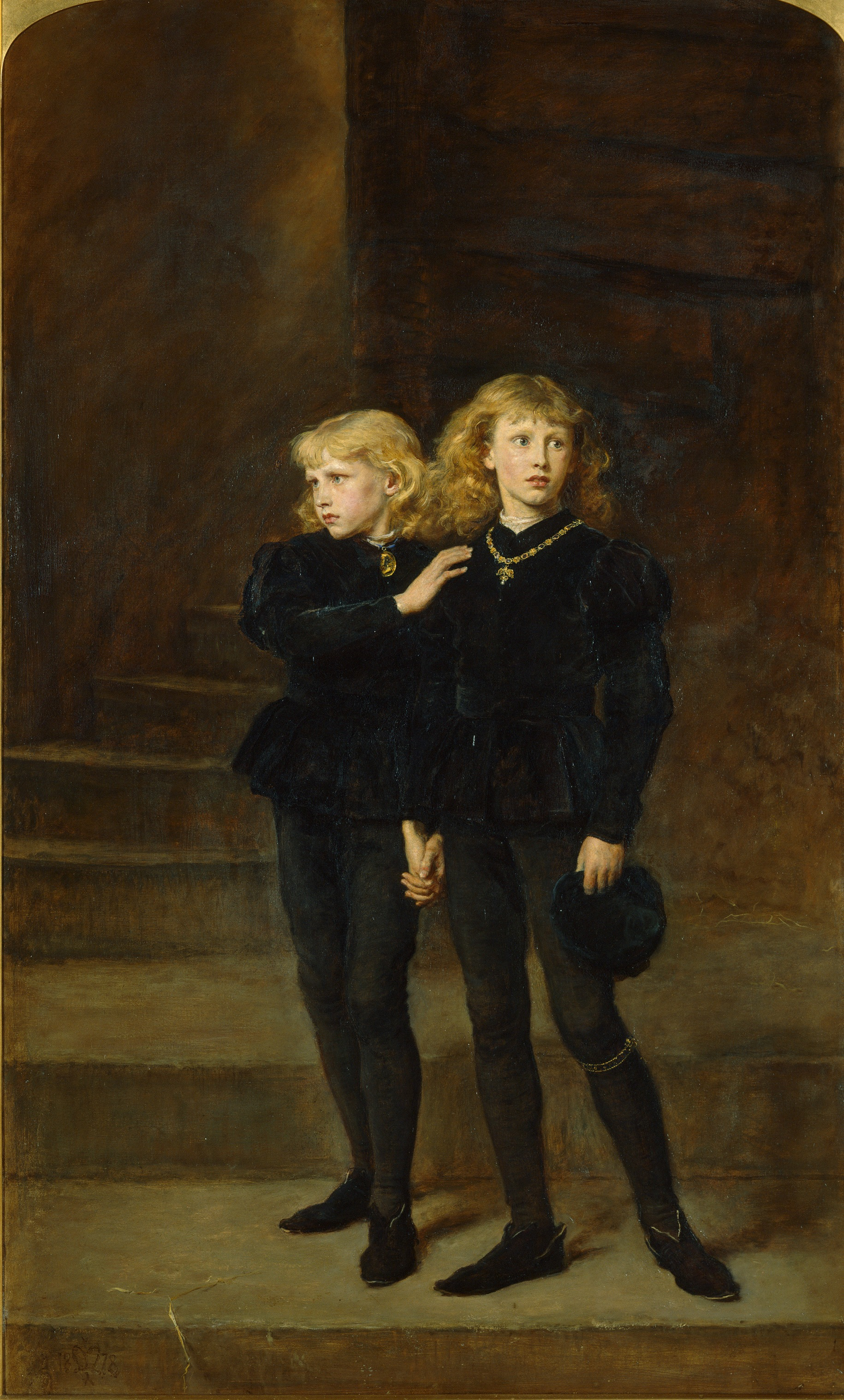
Джон Эверетт Милле. Принцы в Тауэре, 1878 год

Принцы в Тауэре — Эдуард V (4 ноября 1470 — 1483?) и его брат Ричард Йоркский (17 августа 1473 — 1483?), сыновья английского короля Эдуарда IV и Элизабет Вудвилл, пропавшие при невыясненных обстоятельствах после прихода к власти короля Ричарда III.

## Предыстория

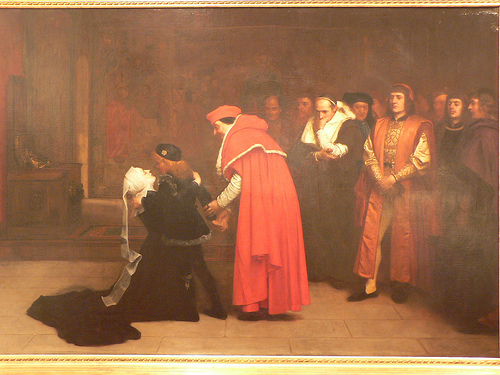
Елизавета Вудвилл расстаётся с герцогом Йоркским (1893). Картина Ф-Г. Кальдерона

9 апреля 1483 года король Англии Эдуард IV неожиданно скончался после трёхнедельной болезни. В то время сын покойного и новый король Эдуард V находился в замке Ладлоу, а брат умершего короля герцог Глостерский Ричард — в замке Миддлхэм в Йоркшире. Новости достигли Глостера около 15 апреля, хотя он, возможно, был предупреждён о болезни Эдуарда. Сообщается, что затем он отправился в Йоркский собор, чтобы публично «заявить о своей верности своему новому королю». В Кройлендской хронике говорится, что перед смертью Эдуард IV назначил своего брата Глостера лордом-протектором. Однако просьба Эдуарда, возможно, не имела значения, поскольку «как показал прецедент Генриха V, Тайный совет не был обязан следовать желаниям мёртвого короля».
Эдуард V и Глостер отправились в Лондон с запада и севера, встретившись в Стоуни-Стратфорде 29 апреля. На следующее утро герцог Глостер арестовал свиту Эдуарда, включая дядю мальчиков 2-го графа Риверса Энтони Вудвилла и их сводного брата сэра Ричарда Грея. Их отправили в замок Понтефракт в Йоркшире, где 25 июня обезглавили. Затем Ричард завладел самими принцами, что побудило вдовствующую королеву Элизабет Вудвилл взять другого своего сына герцога Йоркского Ричарда и своих дочерей в убежище в Вестминстерском аббатстве.
Эдуард V и Ричард Глостерский вместе прибыли в Лондон. Планы короновать Эдуарда сохранились, но дата была перенесена с 4 мая на 25 июня. 19 мая 1483 года Эдуард поселился в лондонском Тауэре, который в то время был традиционной резиденцией монархов до коронации. 16 июня к нему присоединился его младший брат Ричард, который ранее находился в убежище. В этот момент дата коронации Эдуарда была отложена на неопределённый срок их дядей Ричардом Глостерским. В воскресенье 22 июня брат лорд-мэра Лондона доктор Ральф Шаа произнёс проповедь около Креста Святого Павла о том, что герцог Глостер является единственным законным наследником дома Йорков. 25 июня «группа лордов, рыцарей и джентльменов» обратилась к Ричарду с просьбой занять трон. Впоследствии оба принца были объявлены парламентом незаконными; это было подтверждено в 1484 году парламентским актом, известным как Titulus Regius. В акте говорилось, что брак Эдуарда IV и Элизабет Вудвилл был недействителен из-за предварительного брачного контракта Эдуарда с леди Элеонор Батлер. 6 июля герцог Глостер был коронован королём Англии Ричардом III. Заявление о незаконнорожденности мальчиков было описано историком Розмари Хоррокс как оправдание постфактум вступления Ричарда на престол.

## Исчезновение

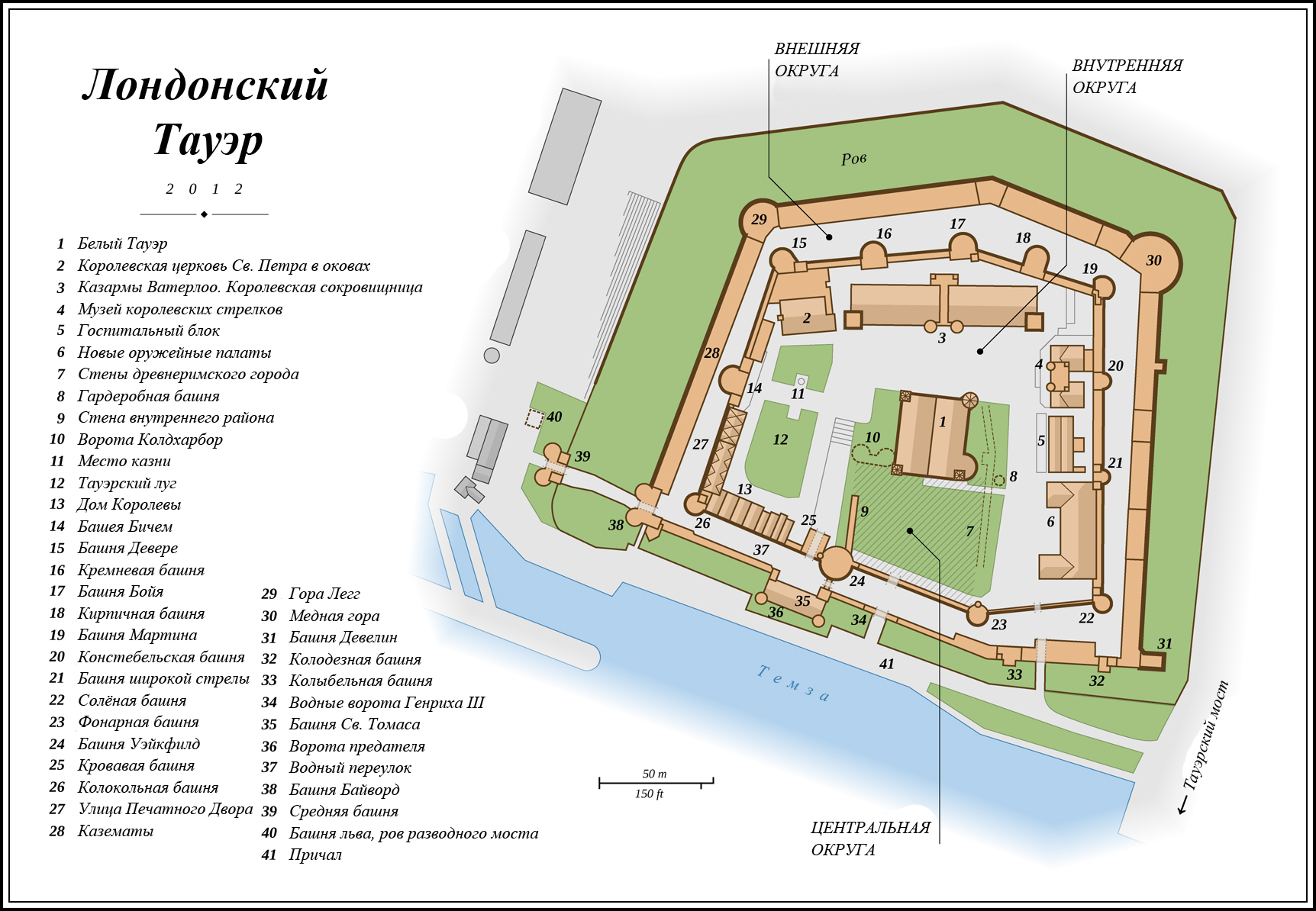
План Тауэра (2012 год).

Итальянский монах Доменико Манчини, посетивший Англию в 1480-х годах и находившийся в Лондоне весной и летом 1483 года, записал, что после того, как Ричард III захватил трон, Эдуард и его младший брат Ричард были взяты во «внутренние покои Тауэра», а затем их видели всё реже и реже, пока они совсем не исчезли. Манчини отмечает, что в этот период Эдуарда регулярно посещал врач, который сообщал, что принц «подобно жертве, приготовленной для жертвоприношения, добивался отпущения своих грехов ежедневным исповеданием и покаянием, потому что верил, что ему грозит смерть». Латинская фраза «Argentinus medicus» первоначально была переведена как «Страсбургский врач»; однако Д. Э. Родс предполагает, что на самом деле она может относиться к «доктору Аргентину», которого Родс идентифицирует как английского врача Джона Аргентина, позже служившего ректором Королевского колледжа в Кембридже и бывшего врачом старшего сына короля Генриха VII принца Уэльского Артура.
Есть сообщения о том, что двух принцев видели игравшими на территории Тауэра вскоре после того, как Ричард присоединился к своему брату, но нет никаких записей о том, что кто-то из них появлялся после лета 1483 года. Попытка спасти их в конце июля не удалась, их дальнейшая судьба остаётся загадкой. Многие историки считают, что принцы были убиты; некоторые предполагают, что это могло произойти ближе к концу лета 1483 года. Морис Кин утверждает, что восстание против Ричарда в 1483 году изначально «было направлено на то, чтобы спасти Эдуарда V и его брата из Тауэра, пока не стало слишком поздно», но, когда в число восставших был втянут герцог Бекингем, оно сменило курс на поддержку Генриха Тюдора, потому что «Бекингем почти наверняка знал, что принцы в Тауэре мертвы». Элисон Уэйр предлагает 3 сентября 1483 года в качестве потенциальной даты; её книга по этой теме подвергалась критике за «приход к выводу, который больше зависит от её собственного воображения, чем от неопределенных доказательств, которые она представила столь вводящим в заблуждение».
Клементс Маркем предполагал, что принцы могли быть живы ещё в июле 1484 года, указывая на изданные управляющим Ричарда III предписания, в которых говорилось: «дети должны быть вместе за завтраком». Джеймс Гейрднер, однако, утверждает, что неясно, на кого ссылается фраза «дети», и что это могло не быть ссылкой на принцев. Это могло относиться к сыну герцога Кларенса графу Уорику Эдуарду Плантагенету и двум младшим дочерям Эдуарда IV Екатерине и Бриджит, которые жили под опекой Ричарда в замке Шериф Хаттон.
В 1483 году английский парламент издал закон, известный как Titulus Regius, которым объявил обоих принцев незаконнорождёнными. Ставший королём Англии дядя принцев, Ричард III, поместил их в лондонский Тауэр, в то время бывший королевской резиденцией. После лета 1483 года о принцах не было никаких сведений, их дальнейшая судьба неизвестна, считается, что они умерли или были убиты в Тауэре.

## Обнаружение и доказательства

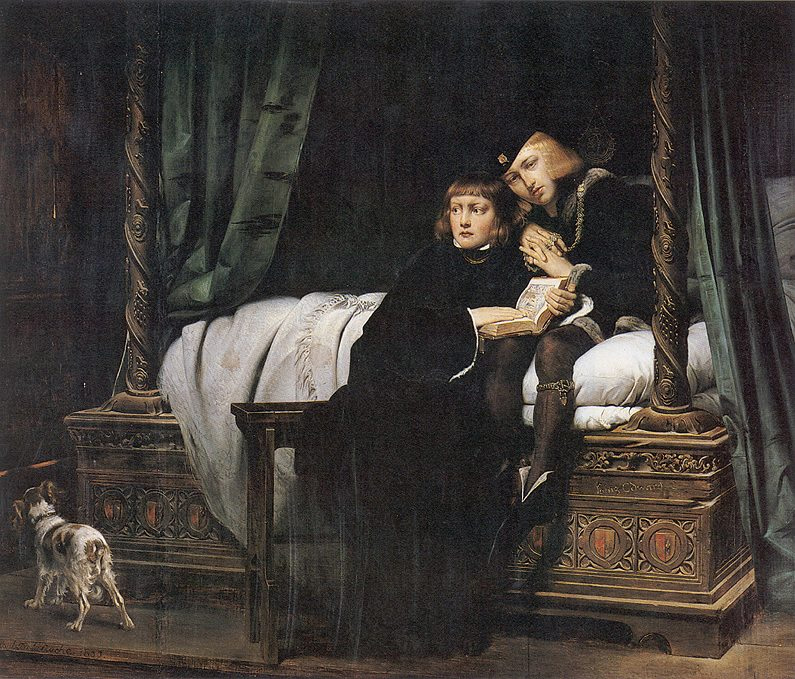
«Король Эдуард V и герцог Йоркский (Ричард) в лондонском Тауэре», Поль Деларош. Лувр, Париж.
Тема невинных детей, ожидающих неизвестной судьбы, была популярна среди художников XIX века. Эдуард V изображен с эмблемой Ордена Подвязки

В 1674 году во время ремонтных работ в Белой башне под лестницей, ведущей в часовню, были обнаружены два детских скелета. В то время их посчитали останками двух принцев, и Карл II приказал перенести их в Вестминстерское аббатство. В 1933 году могилу вскрыли, надеясь с помощью современной науки определить, принадлежали ли останки принцам, но установить возраст и пол детей не удалось.
Помимо исчезновения, нет прямых доказательств того, что принцы были убиты. Также «нет надёжных, хорошо информированных, независимых или беспристрастных источников» для связанных с этим событий. Тем не менее после их исчезновения быстро распространились слухи об убийстве. Существует только одна запись о проведённом мальчиками времени в Тауэре — заметки Доменико Манчини. Отчёт Манчини не был обнаружен до 1934 года в Муниципальной библиотеке в Лилле. Если обратиться к более поздним отчётам, написанным после вступления на престол Генриха Тюдора, то в них зачастую обнаруживается предвзятость или влияние пропаганды Тюдоров.
Было найдено четыре неопознанных тела, которые, как считается, могут быть связаны с событиями этого периода: два в лондонском Тауэре и два в часовне Святого Георгия в Виндзорском замке. Найденные в Тауэре тела были похоронены в Вестминстерском аббатстве, но власти отказались разрешить провести анализ ДНК, чтобы точно идентифицировать их как останки принцев.

### Слухи
Несколько источников предполагают, что слухи о смерти принцев появились сразу после их исчезновения. Слухи об убийстве распространились и на Францию. В январе 1484 года канцлер Франции Гийом де Рошфор призвал Генеральные штаты «внять предупреждению» о судьбе принцев, поскольку их собственному королю Карлу VIII было всего 13 лет. В ранних отчётах, включая отчёты Рошфора, французского политика Филиппа де Коммина, современного немецкого летописца Каспара Вайнрайха и регистратора из Роттердама Яна Аллерца говорится, что Ричард убил принцев до того, как захватил трон (то есть до июня 1483 года). Однако в «Мемуарах» де Коммина (около 1500 года) герцог Бекингем назван человеком, «который предал их смерти».
Только отчёт Манчини является современным тем событиям, он был написан в Лондоне до ноября 1483 года. Кройлендская хроника и отчёт де Коммина были написаны через 3 и 17 лет спустя (и, следовательно, после смерти Ричарда III и вступления на престол Генриха VII). Маркем, писавший задолго до того, как отчёт Манчини был обнаружен, утверждал, что некоторые отчёты, в том числе Кройлендская хроника, могли быть написаны архиепископом Кентерберийским Джоном Мортоном или находились под его сильным влиянием с целью изобличить Ричарда III.

### Первые авторы
Король Ричард
Решишься друга моего убить?
Тирелл
Готов, милорд;
Но предпочёл бы двух врагов убить.
Король Ричард
Ну, ладно. Есть два кровные врага,
Враги покоя и помеха сну:
Я на руки сдаю тебе их, Тиррел, —
Ублюдков тех, что в Тауэре сидят.

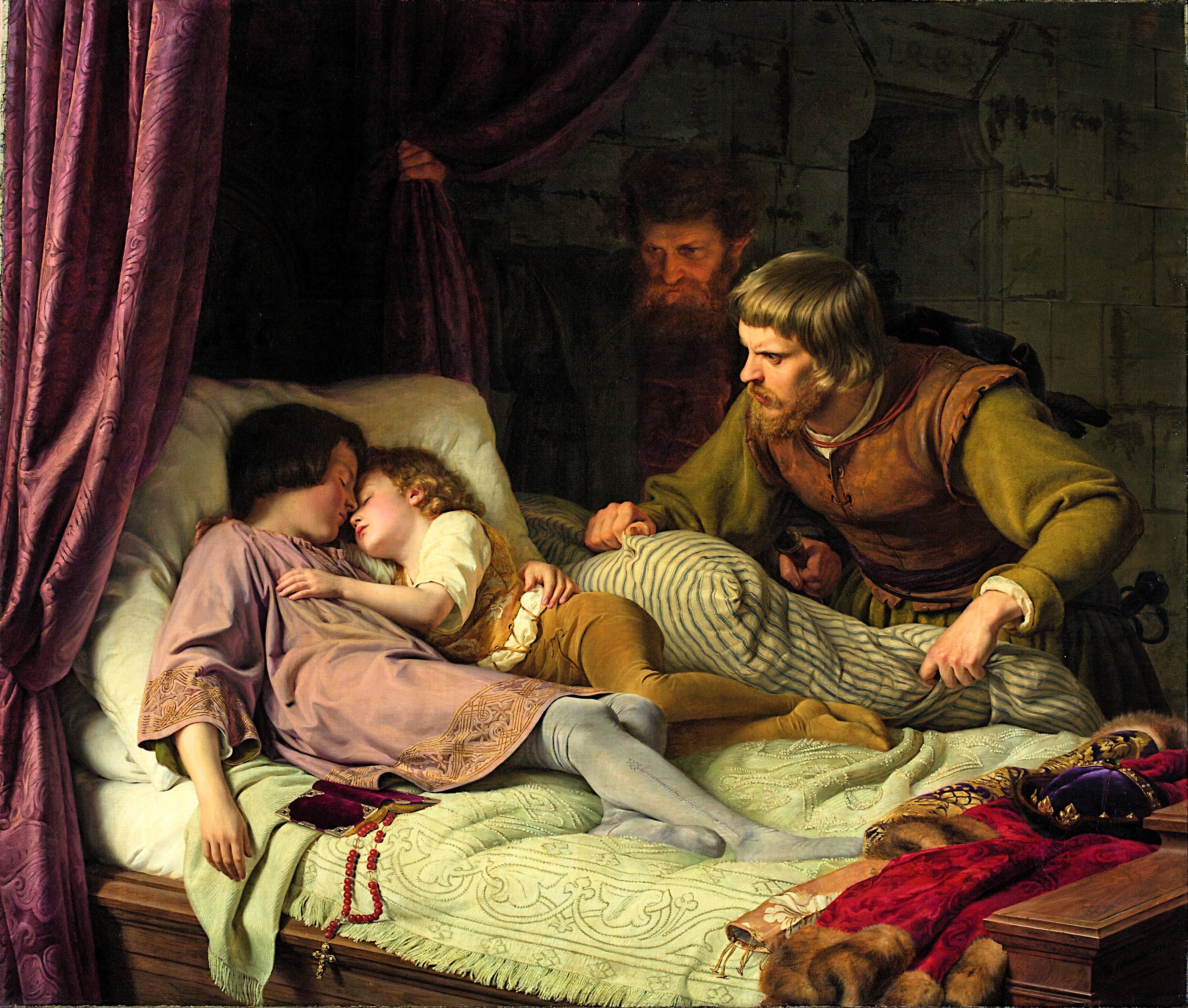
Убийство сыновей Эдуарда IV. 1835. Фердинанд Теодор Хильдебрандт. Музей Кунстпаласт, Дюссельдорф.

– Уильям Шекспир, Ричард III (Акт IV, сцена II)
В составленных 30 лет спустя после описываемых событий Хрониках Лондона Роберта Фабиана Ричард III назван убийцей.
Сторонник Тюдоров и выросший в семье заклятого врага Ричарда III Джона Мортона Томас Мор написал «Историю короля Ричарда III» около 1513 года. В ней сэр Джеймс Тиррелл назван убийцей детей, действовавшим по приказу Ричарда. Тиррелл был верным слугой Ричарда III, который, как говорят, сознался в убийстве принцев перед казнью за измену в 1502 году. В своей «Истории…» Мор сказал, что принцы были задушены до смерти в своих постелях двумя агентами Тиррелла (Майлзом Форрестом и Джоном Дайтоном), а затем были похоронены «у подножия лестницы, в глубине земли под большой кучей камней», но позже были выкопаны и похоронены в тайном месте. Историк Тим Торнтон утверждал, что сыновья Майлза Форреста находились при дворе Генриха VIII, и благодаря знакомству с ними Томас Мор мог узнать подробности об убийстве.
Полидор Вергилий в своей Anglica Historia (ок. 1513) также указывает, что Тиррелл был убийцей, заявляя, что он «с печалью поехал в Лондон» и совершил преступление с неохотой по приказу Ричарда III, и что сам Ричард распространял слухи об убийстве, полагая, что это воспрепятствует восстанию.
В написанных во второй половине XVI века «Холиншедских хрониках» утверждается, что мальчики были убиты Ричардом III. Хроники были одним из основных источников, использованных Уильямом Шекспиром в его пьесе «Ричард III», в которой Ричард также изображён как убийца в том смысле, что он поручает Тирреллу убить принцев. Британский историк А. Дж. Поллард считает, что описание хроники отражало современное «стандартное и общепринятое мнение», но к тому времени, когда оно было написано, «пропаганда превратилась в исторический факт».
Мор писал свой отчёт с намерением выразить моральный аспект, а не точно отражённую историю. Хотя отчёт Мора опирается на некоторые источники из первых рук, он по большей части ссылается и на другие свидетельства. Кроме того, рассказ Мора является основой для шекспировского «Ричарда III», который аналогичным образом обвиняет Ричарда в убийстве молодых принцев.

## Обнаружение тел

### Лондонский Тауэр
17 июля 1674 года рабочие, реконструировавшие лондонский Тауэр, откопали деревянный ящик, в котором находились два маленьких человеческих скелета. Кости были найдены закопанными в 10 футах (3,0 м) под лестницей, ведущей к часовне Белой башни. Останки не были первыми детскими скелетами, найденными в башне; кости двух детей ранее были найдены «в старой комнате, которая была замурована», что, как предполагает Поллард, могло в равной степени принадлежать и принцам. Причина, по которой кости были приписаны принцам, заключалась в том, что их местонахождение частично совпадало с рассказом Мора. Однако Мор далее заявил, что позже они были перемещены в «лучшее место», что не согласуется с тем, где были обнаружены кости. Лестница, под которой они были найдены, ещё не была построена во времена Ричарда III. В одном анонимном сообщении говорилось, что они были найдены с «обрывками тряпья и бархата»; бархат мог указывать на то, что тела принадлежали аристократам. Через четыре года после их обнаружения кости были помещены в урну и по приказу короля Карла II преданы земле в Вестминстерском аббатстве, в стене часовни Генриха VII. Памятник, спроектированный Кристофером Реном, отмечает место упокоения предполагаемых принцев. Надпись на латыни гласит: «Здесь покоятся останки Эдуарда V, короля Англии, и Ричарда, герцога Йоркского, чьи долгожданные и столь разыскиваемые кости спустя более ста девяноста лет были найдены глубоко захороненными под обломками лестницы, ведущей к часовне Белой Башни, 17 июля 1674 года от Рождества Христова».
Кости были извлечены и исследованы в 1933 году архивариусом Вестминстерского аббатства Лоуренсом Таннером, ведущим анатомом профессором Уильямом Райтом и президентом Стоматологической ассоциации Джорджем Норткрофтом. Измерив некоторые кости и зубы, они пришли к выводу, что останки принадлежали двум детям примерно того же возраста, что и принцы. Было обнаружено, что кости были небрежно захоронены вместе с куриными костями и костями других животных, были также три очень ржавых гвоздя. Один скелет был крупнее другого, но многие кости отсутствовали, в том числе часть меньшей челюстной кости и все зубы из большей. Многие кости были сломаны нашедшими их рабочими. Экспертиза подверглась критике на том основании, что она проводилась исходя из предположения, что кости принадлежали принцам, и была сосредоточена только на том, есть ли на костях признаки удушья; не было предпринято никаких попыток определить, были ли останки мужскими или женскими.
С тех пор никаких дальнейших научных исследований костей, которые остались в Вестминстерском аббатстве, не проводилось, и анализ ДНК (если ДНК можно было получить) не предпринимался. На веб-сайте «электронной петиции» британского правительства была подана петиция с просьбой провести анализ ДНК костей, но она была закрыта за несколько месяцев до ожидаемой даты закрытия. Если бы её подписали 100 000 человек, начались бы парламентские дебаты. Поллард отмечает, что даже если современные ДНК и углеродный анализ докажут, что кости принадлежали принцам, они не дадут ответа о способе убийства и его исполнителе.

### Часовня Святого Георгия
В 1789 году рабочие, проводившие ремонт в часовне Святого Георгия на территории Виндзорского замка, вновь обнаружили и случайно вскрыли склеп Эдуарда IV и королевы Элизабет Вудвилл, найдя при этом нечто, похожее на небольшой примыкающий склеп. В нём оказались гробы с останками двух неопознанных детей. Однако при этом не проводилось никаких экспертиз или обследований, и гробницу снова опечатали. Надпись на этой гробнице содержала имена двух детей Эдуарда IV: Джорджа, 1-го герцога Бедфорда, умершего в возрасте двух лет, и Марии Йоркской, умершей в возрасте 14 лет; оба ребёнка скончались раньше короля. Однако два свинцовых гроба с чётко обозначенными именами Джорджа Плантагенета и Марии Плантагенет были впоследствии обнаружены в другом месте часовни (во время раскопок для строительства королевской гробницы короля Георга III в 1810—1813 годах) и были перенесены в соседний склеп Эдуарда IV, но в то время не было предпринято никаких попыток для идентификации двух свинцовых гробов, уже находившихся в склепе Эдуарда IV.
В конце 1990-х годов проводились работы непосредственно возле гробницы Эдуарда IV в часовне Святого Георгия; полы были разобраны, чтобы заменить старый бойлер, а также добавить новый склеп для останков будущих деканов и каноников Виндзора. Декану и каноникам Виндзора был направлен запрос на рассмотрение возможности обследования двух склепов либо с помощью оптоволоконной камеры, либо, если возможно, повторного обследования двух неопознанных свинцовых гробов, найденных рядом со склепом Эдуарда IV, а также двух свинцовых гробов с останками детей Эдуарда IV, обнаруженных во время строительства королевской гробницы короля Георга III в 1810—1813 годах и помещённых тогда в соседний склеп. Для открытия любой королевской гробницы требуется королевское разрешение, поэтому предполагалось, что лучше всего оставить средневековую тайну неразгаданной, по крайней мере, на несколько следующих поколений. Археологические раскопки в Лестере в 2012 году возобновили интерес к повторным исследованиям места захоронения «двух принцев», но королева Елизавета II так и не дала необходимого разрешения. В 2022 году Трейси Борман, главный куратор независимой благотворительной организации «Исторические королевские дворцы», заявила, что король Карл III придерживается «совершенно иного взгляда» на этот вопрос и потенциально может поддержать это исследование.

## Версии об убийстве
Согласно наиболее распространённой до последнего времени версии (сейчас она активно оспаривается), принцы были убиты по приказу Ричарда III, который ранее добился лишения их права на английскую корону и сделал пленниками Тауэра. За убийством также могли стоять преданный рыцарь на службе у Ричарда, сэр Джеймс Тиррелл, который в 1502 году под пытками сознался в убийстве принцев, и правая рука Ричарда, герцог Бекингем. Также существует версия, что принцы были убиты после 1485 года по приказу Генриха VII, который ради увеличения своей легитимности как английского монарха женился на сестре принцев, Елизавете Йоркской. Елизавета могла считаться наследницей отца, короля Эдуарда IV, только в случае смерти братьев Эдуарда V и Ричарда Йоркского.
Томас Мор пишет, что тауэрский констебль Роберт Брэкенбери отказался убить принцев по приказу Ричарда III, но позже подчинился приказу выдать ключи от Тауэра Джеймсу Тирреллу, который и организовал убийство. Двое подручных Тиррелла, Майлз Форест и Джон Дайтон, задушили спящих принцев подушками. Согласно Мору, убийство произошло в августе или сентябре 1483 года.

### Ричард Глостерский

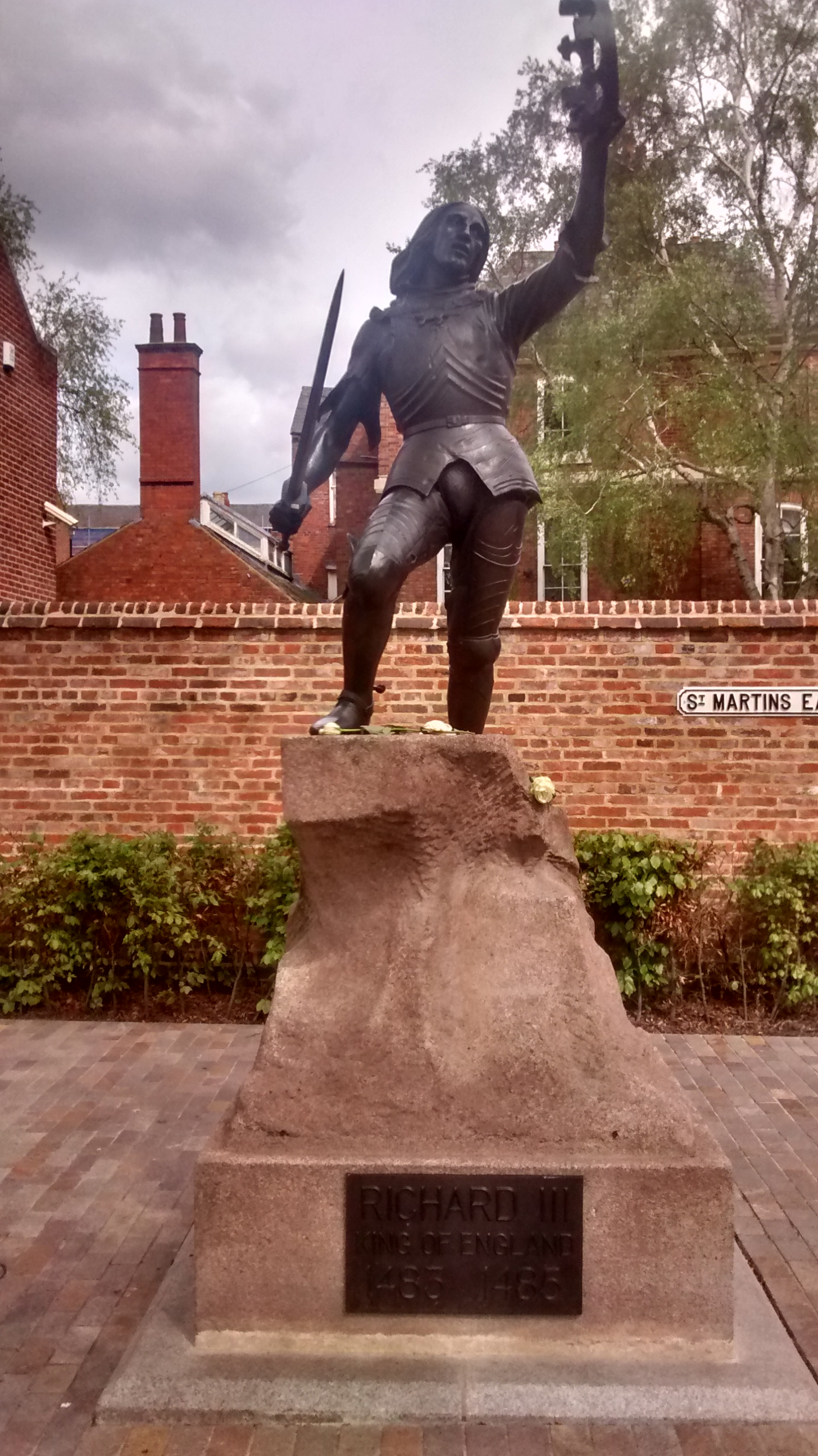
Статуя Ричарда III у Лестерского собора

Многие историки приходят к выводу, что наиболее вероятным виновником исчезновения принцев по ряду причин является их дядя Ричард Глостерский. Хотя принцы были исключены из линии престолонаследия, власть Ричарда была очень ненадёжной из-за способа получения короны, что привело к негативной реакции против него со стороны элиты сторонников Йорков. Уже была предпринята попытка спасти их и восстановить Эдуарда на троне, что доказывало — живые принцы будут оставаться угрозой. Мальчики могли быть использованы врагами Ричарда в качестве подставных лиц для восстания. Слухи об их смерти ходили к концу 1483 года, но Ричард никогда не пытался доказать, что они живы, показав их на публике  Ричард также не открывал ни одного расследования этого дела, которое было бы в его интересах, если бы он не был ответственен за смерть своих племянников. В то же время нужды в таких расследованиях могло просто не быть, поскольку мальчики были живы.
Ричард был вдали от двора и путешествовал по центральным землям йоркистов в то время, когда исчезли принцы; если бы они умерли в это время, он не смог бы убить их лично. Они находились под охраной в лондонском Тауэре, который контролировали его люди, и доступ к ним был строго ограничен его инструкциями. Поэтому герцог Глостер мог отправить одного из своих вассалов убить принцев от своего имени, но маловероятно, что они могли быть убиты без его ведома. Эту версию (явно в угоду Тюдорам) выдвинули Томас Мор и Полидор Вергилий, называвшие убийцей сэра Джеймса Тиррелла. Тиррелл был английским рыцарем, который много раз сражался за дом Йорков и был арестован войсками Генриха VII в 1502 году за поддержку претендента на престол от йоркистов Эдмунда де ла Поля. Незадолго до казни Тиррелл, по словам Томаса Мора, под пытками признался в убийстве принцев по приказу Ричарда III. Единственная запись об этом — письмо Томаса Мора, который написал, что во время допроса Тиррелл признался в убийствах, заявив, что приказ отдал Ричард III. Он также вовлёк двух других мужчин; однако, несмотря на дальнейшие допросы, не смог назвать местонахождение трупов, утверждая, что Брэкенбери их переместил. Уильям Шекспир изображает его виновником, которого разыскивает Ричард после возражений Бекингема. Эту версию событий принимает Элисон Уэйр, Хикс отмечает, что его успешная карьера и быстрое продвижение по службе после 1483 года «согласуются с предполагаемым убийством принцев». Однако единственная запись о признании Тиррелла сделана Мором, и «настоящего признания так и не было найдено». Поллард ставит под сомнение точность отчётов Мора, предполагая, что это была «разработка одного из нескольких циркулирующих отчётов»; однако он не сбрасывает со счетов возможность того, что это «всего лишь его собственное изобретение», указывая на «явное сходство с историями о детях в лесу». Клементс Маркем предполагает, что отчёт Мора на самом деле был написан архиепископом Мортоном, и что на самом деле Тиррелл совершил это убийство позже, для Генриха VII, в период с 16 июня по 16 июля 1486 года, когда получил два общих помилования от короля.
Вина Ричарда была широко признана современниками, но в основном после смерти Ричарда и узурпации трона Генрихом VII. Джордж Сели, Доменико Манчини, Джон Роус, «Хроники Фабиана», «Хроники Кроуленда» и «Лондонские хроники» — все отметили исчезновение принцев, и все, кроме Манчини (который отметил, что ничего не знал о том, что произошло), повторили слухи, называя Ричарда убийцей. Канцлер Франции Гийом де Рошфор называл Ричарда убийцей в ходе заседания Генеральных штатов в Туре в январе 1484 года. Похоже, в это также верила Элизабет Вудвилл, которая впоследствии поддержала Генриха Тюдора в его кампании против Ричарда III. Одним из возможных мотивов бывшей королевы, впоследствии примирившейся с Ричардом и выведшей своих дочерей из убежища, могла быть данная им торжественная клятва перед свидетелями защищать и обеспечивать её выживших детей, что значительно снижало вероятность того, что они могли быть незаметно устранены, как их братья.
В соответствии с этим современным мнением многие нынешние историки, в том числе Дэвид Старки, Майкл Хикс, Хелен Кастор и А. Дж. Поллард считают Ричарда наиболее вероятным виновником. Формальных обвинений Ричарду III по этому поводу не предъявлялось; Билль об опале от Генриха VII не содержал определённого упоминания о принцах в Тауэре, но обвинял Ричарда в «неестественных, вредных и серьёзных лжесвидетельствах, измене, убийствах, в пролитии крови младенцев, а также во многих других проступках, гнусных преступлениях и мерзости против Бога и человека». «Пролитие детской крови» может быть обвинением в убийстве принцев. Хикс предположил, что это была ссылка на выступления в парламенте, осуждающие убийство принцев, и это предполагает, что вина Ричарда стала общеизвестным или, по крайней мере, общепринятым знанием. Однако замена прямого обвинения (раз уж, вроде бы все и так знают об убийстве) более чем туманными упоминаниями общего характера наводят на мысль, что это скорее предварительная подготовка готовящейся фальсификации. И цель её — навечно связать имя Ричарда с убийством, которое совершил не он, но он должен стать виновником.

### Генри Стаффорд, 2-й герцог Бекингем

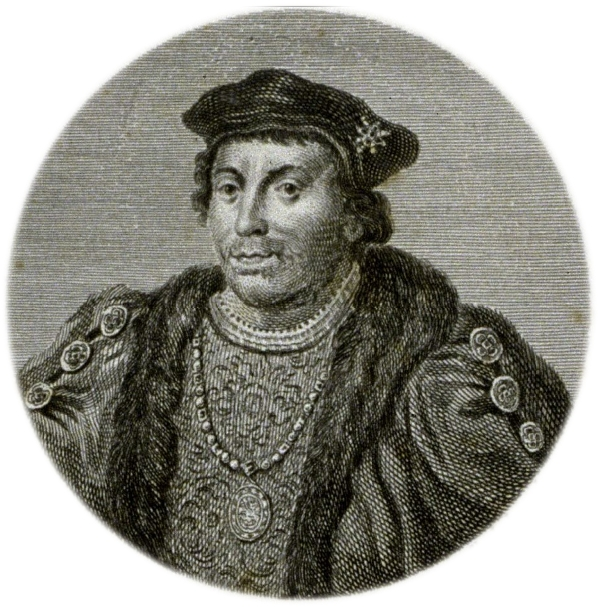
Генри Стаффорд, иллюстрация XVIII века

Правдоподобие кандидатуры Генри Стаффорда, 2-го герцога Бекингема, правой руки Ричарда, в качестве подозреваемого зависит от того, были ли принцы уже были мертвы к моменту казни Стаффорда в ноябре 1483 года. Было высказано предположение, что у Бекингема было несколько потенциальных мотивов. Как потомок Эдуарда III через Джона Гонта, 1-го герцога Ланкастерского и Томаса Вудстока, 1-го герцога Глостерского по отцовской линии, а также через Джона Бофорта, сына Джона Гонта по материнской линии, Бекингем, возможно, надеялся со временем сам взойти на престол; в качестве альтернативы он мог действовать от имени третьего лица.
Некоторые историки, особенно Пол Мюррей Кендалл, считают Бекингема наиболее вероятным подозреваемым: его казнь после того, как он восстал против Ричарда в октябре 1483 года, могла означать, что он и король поссорились; Уэйр воспринимает это как знак того, что Ричард убил принцев без ведома Бекингема, и Бекингем был шокирован этим.  Португальский документ того времени указывает на Бекингема в качестве виновника, заявляя, что «… и после кончины короля Эдуарда в 83 году, другой из его братьев, герцог Глостер, имел в своей власти принца Уэльского и герцога Йорка, молодых сыновей упомянутого короля и его брата, и передал их герцогу Бекингему, под чьей опекой упомянутые принцы были уморены голодом». Документ, датированный спустя несколько десятилетий после исчезновения, был найден в архивах Геральдической коллегии в Лондоне в 1980 году; в нём говорилось, что убийство «будет тисками герцога Бекингема». Это побудило Майкла Беннета предположить, что, возможно, некоторые из видных сторонников Ричарда, Бекингем и Джеймс Тиррелл, убили принцев по собственной инициативе, не дожидаясь приказа Ричарда. Беннет отметил в поддержку этой теории: «После отъезда короля Бекингем эффективно командовал столицей, и известно, что, когда два человека встретились месяц спустя, между ними возникла нечестивая ссора».
Бекингем — единственный человек, названный ответственным в современной ему хронике, кроме самого Ричарда. Однако по двум причинам он вряд ли действовал в одиночку. Прежде всего, если он был виновен в том, что действовал без приказа Ричарда, крайне удивительно, что Ричард не возложил вину за убийство принцев на Бекингема после того, как тот был опозорен и казнён, тем более что Ричард потенциально мог очистить своё имя, сделав это. Во-вторых, вполне вероятно, что ему потребовалась бы помощь Ричарда, чтобы получить доступ к принцам, находящимся под строгой охраной в лондонском Тауэре, хотя Кендалл утверждал, что как констебль Англии, он мог обойтись без этого постановления. В результате, хотя вполне возможно, что он был причастен к решению их убить, гипотеза о том, что он действовал без ведома Ричарда, не получила широкого признания историками. В то время как Джереми Поттер предположил, что Ричард промолчал бы, если бы Бекингем был виновен, потому что никто бы не поверил, что Ричард не участвовал в преступлении, он далее отмечает, что «Историки согласны с тем, что Бекингем никогда бы не осмелился действовать без соучастия Ричарда, или, по крайней мере, при его попустительстве». Однако Поттер также предположил, что, возможно, в этот момент Бекингем фантазировал о том, чтобы самому захватить корону, и видел в убийстве принцев первый шаг к достижению этой цели. Эта теория легла в основу исторического романа Шэрон Пенман «Солнце во славе».

### Генрих VII

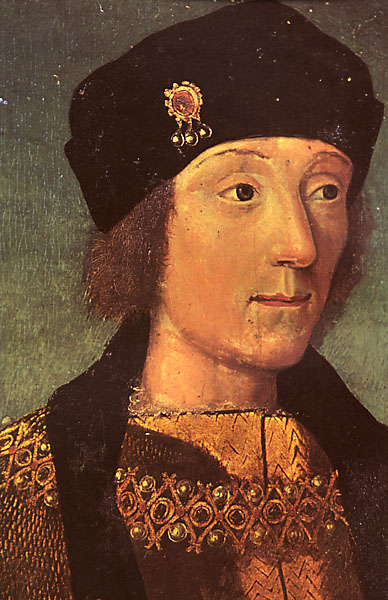
Генрих Тюдор, граф Ричмонд, в молодости. Музей Кальве, Франция

Генрих VII (граф Ричмонд Генрих Тюдор) после захвата короны казнил всех возможных претендентов на престол, согласно некоторым источникам среди них был незаконнорожденный сын Ричарда III Джон Глостерский. Между исчезновением принцев и августом 1485 года Генрих находился за пределами Англии, поэтому единственная возможность убить принцев была бы у него после вступления на престол в 1485 году. Поллард предполагает, что Генрих (или те, кто действовал по его приказу) является «единственной вероятной альтернативой Ричарду III».
Через год после коронации с целью укрепить претензии на престол, Генрих женился на старшей сестре принцев Елизавете Йоркской. Не желая, чтобы легитимность его жены или её притязания на наследство Эдуарда IV ставились под сомнение, перед свадьбой он отменил Titulus Regius. Клементс Маркем предполагает, что принцы были казнены по приказу Генриха в период с 16 июня по 16 июля 1486 года, утверждая, что только после этой даты был издан приказ о распространении истории о том, что Ричард убил принцев, а мать принцев Элизабет Вудвилл знала, что это не так, и потому монарху пришлось заставить её замолчать. Маркем предполагает, что это было мотивом решения Генриха в феврале 1487 года конфисковать все земли и владения Элизабет и поместить её в аббатство Бермондси, «где она умерла шесть лет спустя». Однако Арлин Окерлунд предполагает, что её уход в аббатство был её собственным решением , при этом никак не объясняются мотивы Генриха VII , лишившегося свою тёщу всех средств к существованию. Майкл Беннетт и Тимоти Элстон предполагают, что этот шаг был предусмотрительным, вызванным заявлением Ламберта Симнела о том, что он её сын Ричард. Поллард называет теорию Маркема «крайне спекулятивной» и заявляет, что молчание Генриха по поводу принцев было скорее «политическим расчётом, нежели сознанием личной вины». И снова таки, обходится вниманием факт, что Генрих VII отправил её в монастырь, конфисковав все её имущество, таким образом, лишив любой возможности хоть как-то противостоять этому насилию.
Генрих также никогда не обвинялся в убийстве ни одним из современников, что, вероятно, было бы, если бы современники думали, что существует какая-либо вероятность его вины. Это неудивительно, учитывая тиранистический характер его правления. Страх отлично запечатывает рты.
Джереми Поттер, в то время, когда он писал председателю Общества Ричарда III, отмечал: «У Генриха, как и у Ричарда, нет реальных доказательств, и следует подозревать, что, если бы он сам убил принцев, он бы быстро предъявил трупы и подготовил какую-нибудь гениально подходящую историю с участием Ричарда». Далее, Рафаэль Холиншед сообщил в 1577 году, что Ричард «очистился от обвинений и заявил о своей невиновности» касательно «убийства его племянников перед всем миром», указывая на то, что мальчики действительно встретили свой конец в период правления Ричарда. Также маловероятно, что Ричард втайне поддерживал жизнь принцев в течение двух лет после того, как их видели в последний раз, пока ходили слухи о его ответственности за их убийство.

### Другие кандидатуры
Некоторые авторы считали ответственными за убийство братьев: 1-го герцога Норфолка Джона Говарда, мать Генриха Тюдора Маргарет Бофорт и любовницу Эдуарда IV Джейн Шор. Поллард пишет об этих теориях: «Ни одна из них не заслуживает серьёзного рассмотрения. Проблема всех этих обвинений в том, что они поднимают вопрос о доступе в Тауэр без ведома Ричарда и упускают из виду тот факт, что Ричард отвечал за безопасность своих племянников». Теория о причастности Маргарет Бофорт совсем недавно была поддержана Филиппой Грегори в её документальном сериале BBC «Настоящая белая королева и её соперники», однако она подтверждается лишь предположениями о возможном мотиве, а не вескими свидетельствами.

### Дополнительные версии
Историк Дэвид Болдуин предполагал, что сдержанность Генриха VII по поводу исчезнувших принцев могла быть связана с тем, что по крайней мере один из принцев был ещё жив; он считает, что у Ричарда было больше шансов выжить, а Эдуард умер от болезни. Болдуин считал «невозможным», чтобы никто не знал, что случилось с принцами после того, как они оказались в Тауэре; он полагает, что Ричард III и Генрих VII, ведущие придворные и мать детей знали о местонахождении и благополучии мальчиков. Болдуин полагал, что тогда у Генриха VII был бы выбор: умолчать о выжившем принце или казнить его, и заключает: «Он [Генрих] был бы счастлив позволить людям думать, что мальчики были убиты, но не гадали, когда и чьей рукой».
Во время правления Генриха VII два человека утверждали, что они являются Ричардом Йоркским, который каким-то образом избежал смерти. Ламберт Симнел сначала заявлял, что он Ричард, прежде чем изменить свою историю и выдать себя за 17-го графа Уорика Эдуарда Плантагенета. Позже Перкин Уорбек, объявившись в Ирландии, провозгласил себя королём Ричардом IV. Непримиримая противница Генриха VII герцогиня Бургундская Маргарита Йоркская официально признала его, как ранее она признала Симнела Уориком. Уорбек был также признан королём Шотландии Яковом IV. После неудачной попытки вторгнуться в Англию Уорбек попал в плен. Он отказался от своих требований, был заключён в тюрьму, а затем казнён. Многие современные историки считают, что он был самозванцем, сторонники которого приняли его претензии на трон по политическим причинам.
Тот факт, что сразу двое человек объявляли себя принцем Ричардом, побудил писателя XVIII века Хораса Уолпола утверждать, что Ричард на самом деле избежал смерти и впоследствии им и был Уорбек. Эту точку зрения поддержал шотландский историк Малкольм Лэйнг. Однако позже Уолпол отказался от своих идей и заявил, что теперь он считает принцев убитыми Ричардом III с целью закрепить за собой корону. В последнее время теория о том, что Уорбек был Ричардом, была поддержана «пожизненно интересовавшимся» Ричардом III писателем-фрилансером Аннет Карсон. Она предположила, что Ричард тайно вывез принцев за границу под опеку их тётки — герцогини Бургундской, при дворе которой они выросли под вымышленными именами. Теория Болдуина заключалась в том, что, убрав принцев из поля зрения, чтобы они не стали центром оппозиции, Ричард затем не смог вернуть их для опровержения слухов об их убийстве, не превратив их снова в угрозу. Эту теорию также поддержала Филиппа Лэнгли, известная тем, что обнаружила местонахождение останков Ричарда III в 2012 году. Она утверждает, что согласно современным документам, оба принца были живы и контактировали с членами королевских семей на европейском континенте ещё в 1493 году, и предполагает, что люди, известные в истории как Ламберт Симнел и Перкин Уорбек, и в самом деле были принцами Эдуардом и Ричардом. Среди доказательств, представленных Лэнгли, — отчёт свидетеля (датированный 1493 годом), предположительно написанный принцем Ричардом и описывающий его побег и отбытие в Европу, подлинность которого была независимо подтверждена как документ конца XV века, а также документ, утверждающий, что Максимилиан I, император Священной Римской империи, идентифицировал мужчину как принца Ричарда, рассмотрев три родинки на его теле.
В 2021 году исследователи из «Проекта пропавших без вести принцев» заявили, что нашли доказательства того, что Эдуард прожил свои дни в сельской девонской деревне Колдридж. Они связали 13-летнего принца с человеком по имени Джон Эванс, который прибыл в деревню около 1484 года и сразу же получил официальную должность и титул хозяина поместья (англ. Lord of the Manor). Исследователь Джон Дайк отметил символы йоркистов и витражи с изображением Эдуарда V в построенной по заказу Эванса примерно в 1511 году часовне Колдриджа, что необычно для этого места.

## Влияние

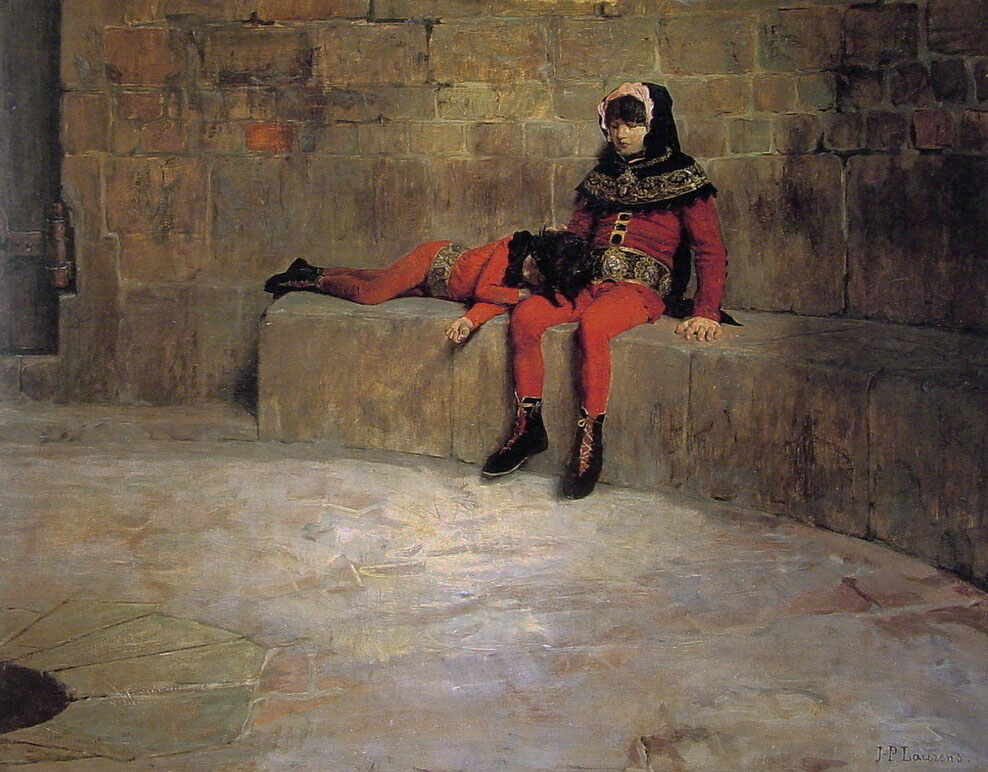
Жан-Поль Лоран. Заложники (1896 год).

Политическая действительность исчезновения принцев, что бы с ними ни случилось, заключается в том, что их считали убитыми, а Ричарда обвиняли в их убийстве. Даже если он не был непосредственно ответственен за их смерть, тот факт, что он низложил их и держал под усиленной охраной, делал его ответственным за их благополучие в глазах современников, а вера в то, что они были убиты, делала его виновным по неосторожности, если не по злому умыслу. Как отметил Дэвид Болдуин в поддержку вывода о невиновности Ричарда: «Кажется невероятным, что предположение об убийстве его племянников поможет Ричарду укрепить его положение или сделает его более приемлемым для подданных». Назревшее к сентябрю 1483 года восстание, направленное на свержение Ричарда и восстановление Эдуарда V на престоле, не было остановлено слухами об убийстве Эдуарда. Вместо этого повстанцы сплотились вокруг Генриха Тюдора как потенциального альтернативного кандидата; Розмари Хоррокс говорит, что Тюдор был «немыслимым выбором, если предполагалось, что Эдуард V и его брат всё ещё живы».
Энтони Читам, который считал, что Ричард, вероятно, убил принцев, отметил, что это была «колоссальная ошибка. Ничто другое не могло побудить уязвлённых Вудвиллов примкнуть к победившему Генриху Тюдору». Тот факт, что большинство повстанцев были богатыми и влиятельными южными дворянами, верными Эдуарду IV, предполагает определённую степень отвращения к узурпации престола Ричардом. Их готовность продолжать борьбу под началом неправдоподобного альтернативного кандидата предполагает, что они считали кого угодно в качестве короля более предпочтительным, чем Ричард, вследствие узурпации им престола и убийства племянников. Беннет предположил, что, возможно, те, кто изначально поддерживал Ричарда в его захвате власти, могли чувствовать себя соучастниками преступления, что, по его мнению, «может объяснить горечь последующих обвинений против него». Хикс предположил, что эти люди могли быть «потрясены характером режима… потрясены преступлениями Ричарда». Их отступничество сильно ослабило Ричарда, которому пришлось навязать своих сторонников среди северных лордов в качестве должностных лиц в южных графствах для поддержания порядка, что само по себе очень непопулярный поступок, который ещё больше подорвал его репутацию. По словам Полларда «вера в то, что он убил своих племянников, серьёзно подорвала усилия Ричарда закрепиться на узурпированном им троне».

## В литературе
- В пьесе Шекспира «Ричард III» за убийством принцев стоят король Ричард и Джеймс Тиррелл.
- В романе Джозефины Тэй «Дочь времени» доказывается версия о невиновности короля Ричарда в гибели принцев.
- В повести Кира Булычёва «Принцы в башне» принцы выжили и отправились в будущее за главной героиней.